# Anthopleura sola
Anthopleura sola es una especie de anémona de mar de la familia Actiniidae. Su nombre común en inglés es Sunburst anemone o Sun anemone, anémona sol.

## Morfología
Su cuerpo es cílindrico. Su extremo basal es un disco plano que funciona como pie, el disco pedal, y su extremo apical es el disco oral, el cual tiene la boca en el centro, y alrededor cinco anillos de tentáculos. Debajo y fuera del anillo de tentáculos, tiene un anillo de protuberancias o perillas (acrorhagia) compuestas de cnidocitos, células urticantes provistas de neurotoxinas paralizantes en respuesta al contacto. La anémona utiliza este mecanismo para evadir enemigos o permitirle ingerir presas más fácilmente hacia la cavidad gastrovascular. Si el animal está tranquilo, este último anillo está retraído.
Alcanza los 25 cm de diámetro. La mayoría de ejemplares tienen al menos 3 cm, y de media 12 cm.
Los colores de la columna, que posee varias verrugas en las que se adhieren grava y fragmentos de concha, pueden ser del gris verdoso pálido al blanco, condicionado a la luz que reciba y, por tanto, a la cantidad de algas zooxantelas que habiten sus tejidos. Las puntas de los tentáculos tienen diferentes colores: rosa, violeta o blanco.

## Hábitat y distribución
Suelen habitar solas en las zonas rocosas intermareales de arrecife.  
Se las encuentra en aguas tropicales y subtropicales del océano Pacífico noreste, en las costas de California.

## Alimentación
Las anémonas contienen algas simbióticas; mutualistas (ambos organismos se benefician de la relación) llamadas zooxantelas. Las algas realizan la fotosíntesis produciendo oxígeno y azúcares, que son aprovechados por las anémonas, y se alimentan de los catabolitos de la anémona (especialmente fósforo y nitrógeno). No obstante, las anémonas se alimentan tanto de los productos que generan estas algas (entre un 75 y un 90 %), como de las presas de zooplancton o peces, que capturan con sus tentáculos.

## Reproducción
Las anémonas se reproducen tanto asexualmente, por división, en la que el animal se divide por la mitad de su boca formando dos clones; o utilizando glándulas sexuales, encontrando un ejemplar del sexo opuesto. En este caso, se genera una larva planula ciliada que caerá al fondo marino y desarrollará un disco pedal para convertirse en una nueva anémona.

## Galería

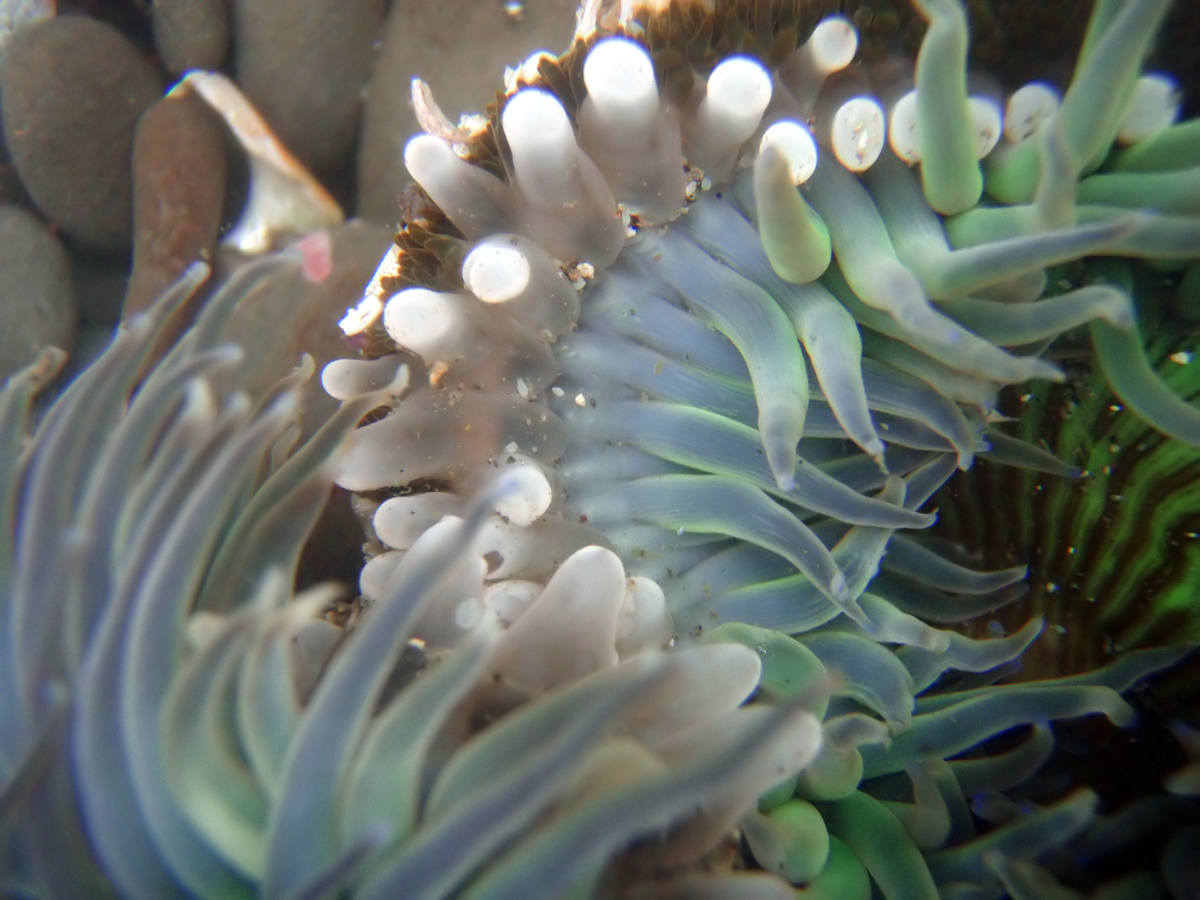
El anillo exterior de perillas blancas es urticante.
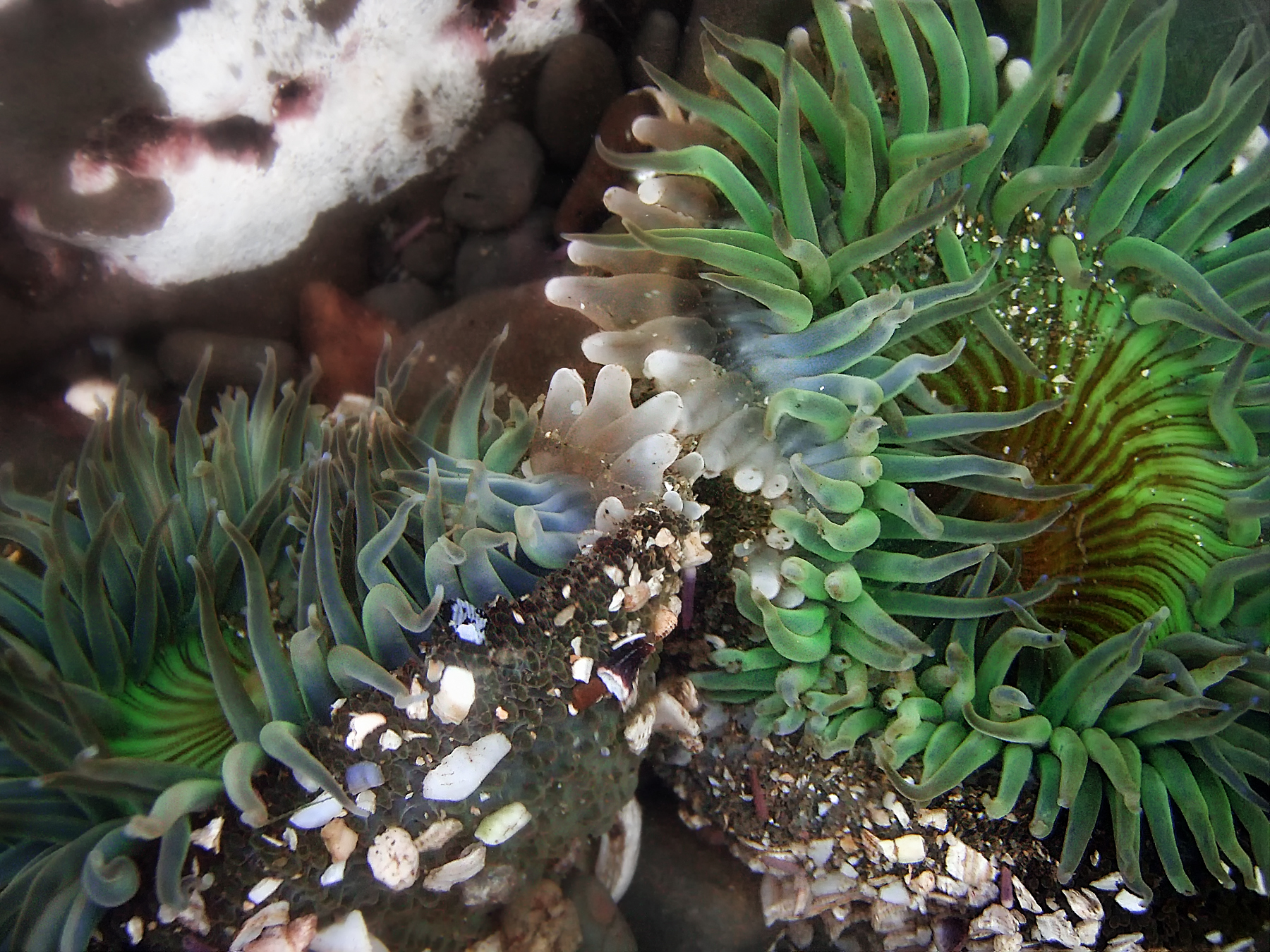
Dos ejemplares de A. sola luchando por espacio.
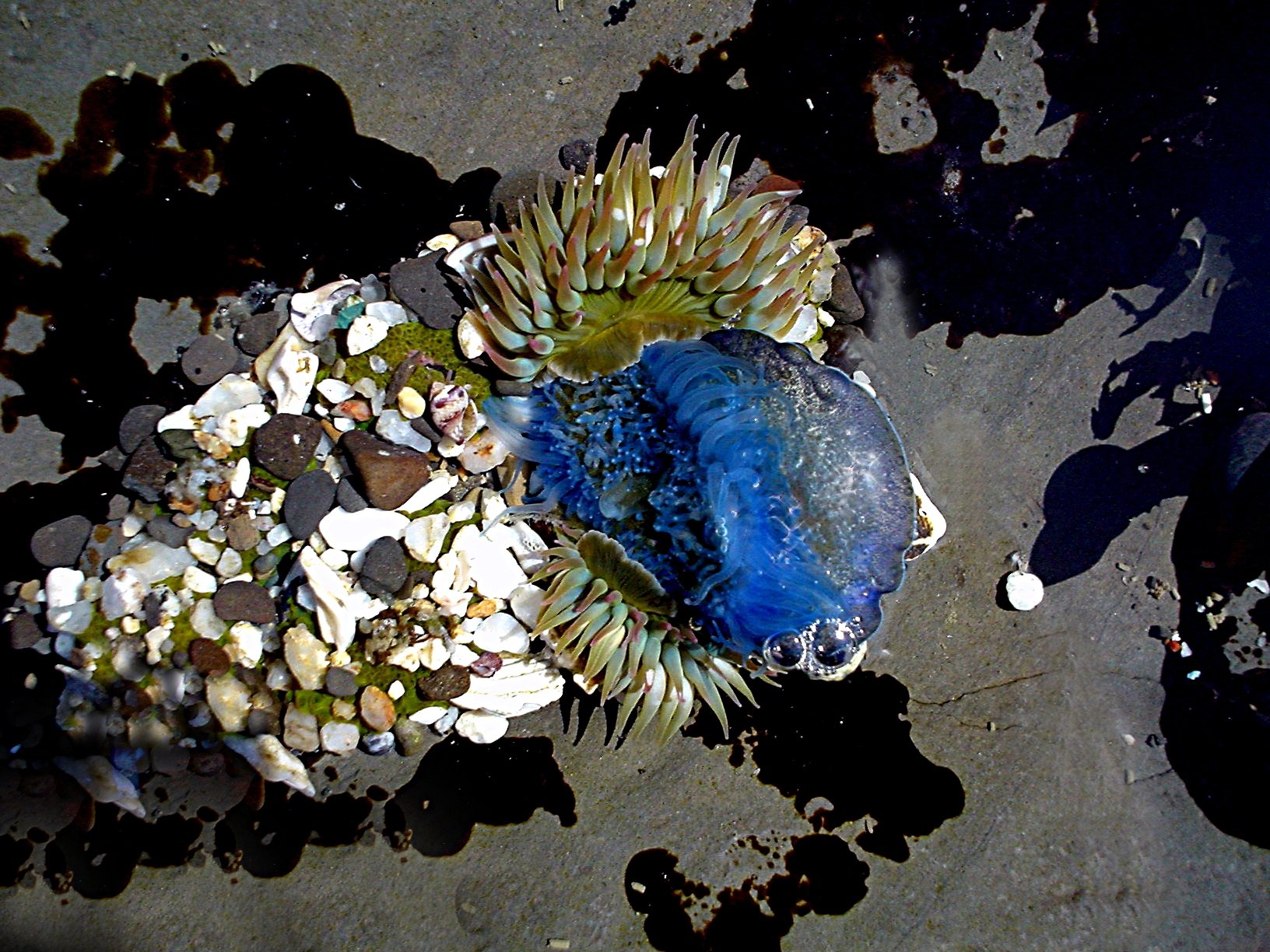
A. sola consumiendo el hidrozoo Velella velella.
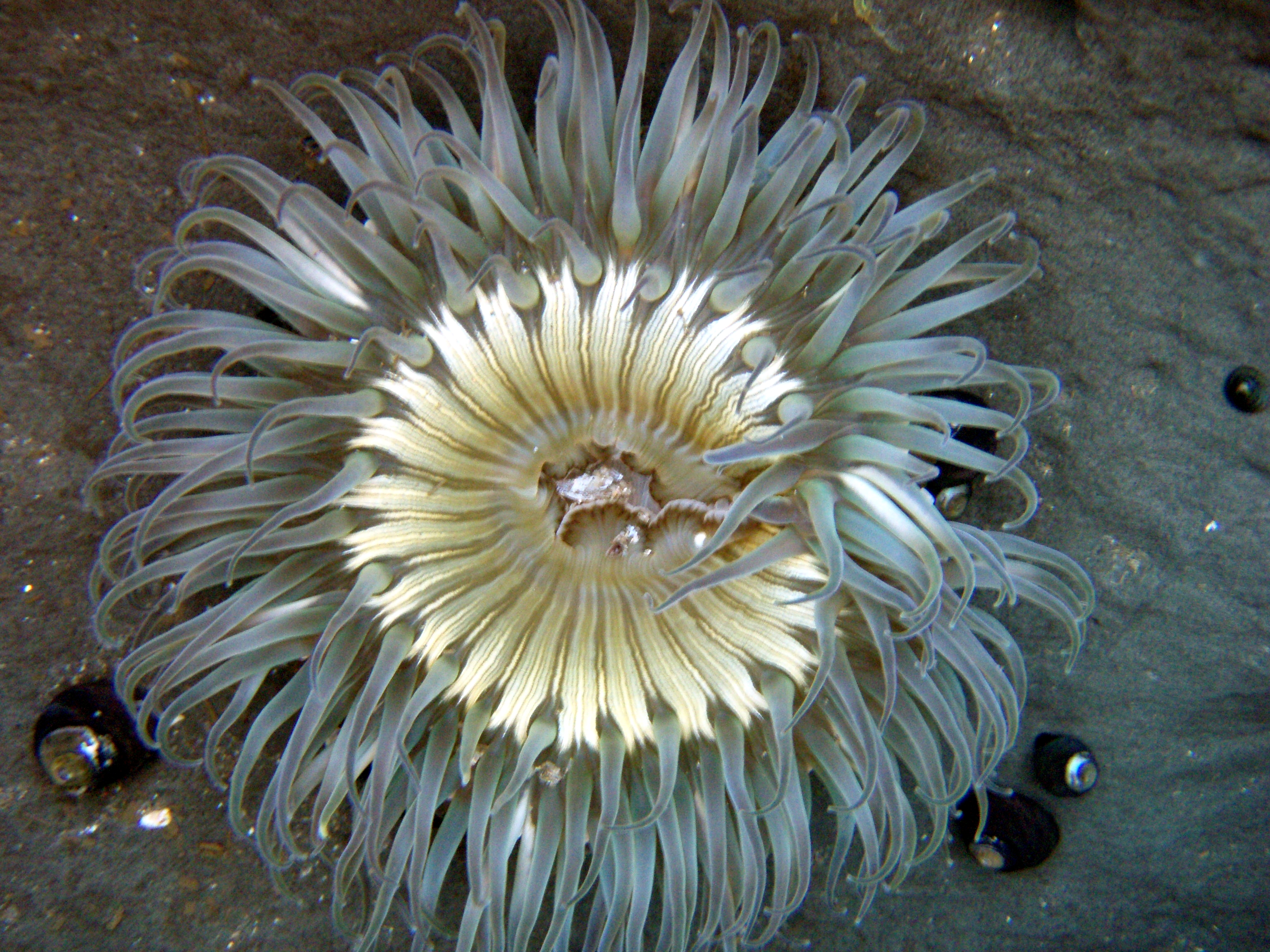
A. sola en el norte de California.